# Elephants Dream
Elephants Dream (エレファンツ・ドリーム - 直訳すると『象の夢』となる) はCreative Commonsライセンスで公開されている3Dのアニメ映画で、ビデオになっている作品だけではなく、3Dのアニメを作るためのデータの全て（Production Files）を公開している。制作を行ったOrange Open Movieプロジェクトは、同じくオープンソースかつ自由なソフトウェアの3Dアニメーション・ソフトウェアBlender（ブレンダー）を開発しているブレンダー・ファウンデーションによって運営された。
Elephants Dreamを完成させるために道具として必要な機能をBlenderに追加する作業も並行して行われ、映画を作る費用と、Blenderを改造するための費用は、ネット上で一般に呼びかけた寄付によってまかなわれた。
この作品の完成度により、Blenderのソフトウェアとしての機能が証明されたともいえる。
製作のためのデータが全て自由なライセンスで公開されているため、データの一部を使ったり、データを追加することにより新しい作品を作ることも出来る状態で公開されている。